# Беклешов, Александр Андреевич
Алекса́ндр Андре́евич Беклешов (Беклешев) (1743—1808, Рига) — русский государственный и военный деятель, генерал от инфантерии (1797). При Павле I дважды (в 1799 и 1801) исполнял должность генерал-прокурора.
В разное время возглавлял следующие губернии и наместничества: рижское, орловское и курское, киевское, подольское и малороссийское. В 1804—1806 гг. фактически занимал должность московского генерал-губернатора (официальное наименование: «московский военный губернатор и главноначальствующий в Москве и Московской губернии по гражданской части»).
Брат Беклешовых: Арсения, Николая, Сергея и Алексея.

## Биография
Родился 1 (12) марта 1743 года; сын капитан-лейтенанта флота Андрея Богдановича Беклешева и его супруги Анны Юрьевны, урождённой Голенищевой-Кутузовой.
В 1756 году был принят в Сухопутный кадетский корпус. Знал несколько иностранных языков. В 1769 году принят на службу в лейб-гвардии Преображенский полк. Участник Русско-турецкой войны 1768—1774 годов: был в архипелагском походе под командованием графа А. Г. Орлова и 26 июля 1770 года сражался в Чесменском сражении.
В 1773 году был переведён в армию полковником, в 1776 году служил командиром Шлиссельбургского пехотного полка. С 5 мая 1779 года — генерал-майор, состоял при Финляндской дивизии.
В 1783 году в чине генерал-майора вышел в отставку с военной службы; назначен Екатериной II губернатором Риги. Находился на этом посту около шести лет; зарекомендовал себя наилучшим образом. В награду за труды по организации рижского наместничества, в 1784 году Беклешов был пожалован орденом Св. Владимира 2-й степени, а 14 апреля 1789 года был произведён в генерал-поручики.
В 1789 году А. А. Беклешев стал генерал-губернатором Орловского и Курского наместничества. За свою генерал-губернаторскую службу, продолжавшуюся до конца царствования Екатерины II, был награждён орденом Св. Александра Невского.
Правление Павла I, начавшееся в 1796 году, отличалось частыми и внезапными кадровыми перестановками. Опалы и награды, назначения и отстранения от должностей чередовали друг друга. Александр Андреевич в течение трёх лет успел побывать каменец-подольским военным губернатором и малороссийским генерал-губернатором, киевским военным губернатором и одновременно шефом Киевского гренадерского полка и инспектором украинской дивизии. Во время этой службы произведён в чин генерала от инфантерии; одновременно ему был пожалован гражданский чин действительного тайного советника.
С 7 июня 1799 года — в свите императора и член Императорского Совета. Через месяц последовало новое назначение — генерал-прокурором, с награждением орденом Св. Иоанна Иерусалимского. При назначении А. А. Беклешева на эту должность император сказал: «Ты да я, я да ты — вперёд мы одни будем дела делать».
Но Беклешев пробыл в этой должности чуть больше полугода: 2 февраля 1800 года последовала неожиданная опала с отстранением вообще от государственной службы. М. М. Сперанский впоследствии отмечал, что Беклешев «мало уважал требования случайных людей при дворе и потому часто бывал с ними в размолвке».
В первые же дни после вступления на престол Александра I, 16 марта 1801 года, Александр Андреевич был возвращён на службу и восстановлен в должности генерал-прокурора, которую занимал вплоть до реформы государственного управления. Во время коронации нового монарха был пожалован орденом Св. Андрея Первозванного. А. А. Беклешев в силу консервативных убеждений не разделял реформаторского пыла императора; с учреждением министерств (8 сентября 1802 года) и соединением должностей генерал-прокурора и министра юстиции получил отставку.
В апреле 1804 года получил новое назначение — генерал-губернатором Москвы, но в новой должности пробыл недолго: через два года по состоянию здоровья А. А. Беклешев оставил службу на высших постах. Признанием государственных заслуг стало пожалование алмазных знаков ордена Св. Андрея Первозванного.
Скоропостижно скончался в Риге 24 июля (5 августа) 1808 года; похоронен на городском Покровском кладбище. Он не был женат, но воспитывал приёмного (внебрачного) сына Алексея, погибшего во время Отечественной войны 1812 года в возрасте 22-х лет.

## Личная жизнь и качества
М. М. Сперанский, оценивая генерал-прокуроров павловского времени, писал: «Беклешев был их всех умнее, но и всех несчастнее, — ему ничего не удавалось; всех их менее имел способностей Обольянинов и ему всё с рук сходило». Благоприятного мнения был о Беклешове и князь Адам Чарторыйский:
Это был человек старорусской партии, с виду грубый, но который под весьма грубою внешностию хранил правдивое сердце, твёрдое и сострадательное к бедствиям других. Его репутация как благородного человека, была прочно установившаяся... Он противодействовал, насколько мог, воровству, злоупотреблениям, обману. Он не мог терпеть, чтобы его поверенные злоупотребляли правосудием ради своего прибытка. Он вышел чистым и незапятнанным из этого испытания, окруженный признательностью местных жителей. Подобных примеров весьма мало среди высших сановников.
А. А. Беклешев всегда обнаруживал благоприятное отношение к евреям. В 1797 году он обратился в Сенат с ходатайством, чтобы в Волынской и Подольской областях евреи подчинялись не помещикам, а магистратам, в которых заседали бы на равных правах с христианами. В 1802 году, будучи членом Государственного совета, высказался против запрещения евреям торговать в столицах и внутренних губерниях.

### Военная служба
- 21 августа 1757 — Принят в сухопутный шляхетный кадетский корпус.
- 19 марта 1762 — Сержант.
- 20 апреля 1764 — Окончил кадетский корпус с присвоением чина подпоручика и как лучший выпускник своего курса оставлен в корпусе в должности корпусного адъютанта.
- 1 февраля 1767 — Произведен в корпусные поручики и армии капитаны.
- 1766 — Член правления корпуса.
- 14 сентября 1769 — По ходатайству графа А. Г. Орлова переведен в лейб-гвардии Преображенский полк поручиком и с десантными войсками отправлен на Средиземноморскую эскадру.
- 1770 — Участвовал в осаде крепости Модон, Чесменской битве, блокаде о-ва Лемнос и сражении при крепости Пелари.
- 1771 — За участие в Чесменском бою произведен в лейб-гвардии капитан-поручики Преображенского полка.
- 1771 — Участвовал в высадке войск на Негропонт и в штурме Митилене.
- 24 ноября 1773 — Произведен в армии полковники. Позднее назначен командиром Шлиссельбургского пехотного полка, с которым вернулся в Россию после заключения мира с турками.
- 1 января 1779 — Бригадир.
- 5 мая 1779 — Генерал-майор, состоял при Финляндской дивизии.

### Государственная служба
- 13 мая 1783 — Член Военной Коллегии
- 8 декабря 1783 — По личному выбору Императрицы определён Рижским наместником. Помогал наместнику Прибалтийского края графу Ю. Ю. Брауну применять на практике новое законоположение о губерниях (1775), городовое положение и жалованную грамоту дворянству (1785). Занимался развитием школ и преподавания русского языка.
- 1784 — Пожалован орденом св. Владимира II ст. большого креста
- 14 апреля 1789 — Генерал-поручик.
- 24 ноября 1790 — Генерал-губернатор орловский и курский.
- 28 июня 1796 — Награждён орденом св. Александра Невского.
- 2 декабря 1796 — Губернатор Малороссии.
- 3 декабря 1796 — Генерал-лейтенант, шефом Владимирского мушкетерского полка
- 4 декабря 1796 — Военный губернатор Каменец-Подольска, с поручением управления Волынской, Минской и Подольской губерниями (Брацлавскую губернию, которая тоже подчинялась ему, в начале 1797 г. расформировали)
- 27 января 1797 — Начальник Екатеринославской дивизии и Каменецкого гарнизона.
- 5 апреля 1797 — По случаю коронации Павла I было пожаловано Беклешову 1000 душ крестьян
- 10 апреля 1797 — Генерал от инфантерии.
- Февраль 1798 — Навлек на себя монаршее неудовольствие беспорядками во вверенном ему корпусе принца Конде.
- 14 марта 1798 — Разжалован в действительные тайные советники с назначением к присутствованию в IV департаменте Сената.
- 13 июня 1798 — Генерал-губернатор Киева и Малороссии с заведованием гражданскою частью в этих губерниях.
- 14 июня 1798 — Вновь пожалован чином генерала от инфантерии.
- 24 октября 1798 — Шеф Киевского гренадерского полка и инспектор украинской дивизии по инфантерии.
- 6 июня 1799 — Получил Высочайшее повеление о немедленном прибытии в С.-Петербург.
- 7 июня 1799 — Зачислен в свиту Его Величества.
- 25 июня 1799 — Назначен к присутствованию в Императорском совете
- 27 июня 1799 — Назначен к присутствованию в Сенате.
- 7 июля 1799 — Генерал-прокурор.
- 8 июля 1799 — Командор ордена св. Иоанна Иерусалимского.
- 1 августа 1799 — Член комиссии по снабжению припасами Императорской резиденции.
- 8 февраля 1800 — Подал прошение о полном увольнении от службы.
- 16 марта 1801 — Вновь назначен генерал-прокурором.
- 30 марта 1801 — Член непременного совета при Императоре.
- 15 сентября 1801 — Пожалован орденом св. Андрея Первозванного по случаю коронации Александра I.
- 8 сентября 1802 — По собственному прошению (в силу несогласия с западническими взглядами императора и его окружения) уволен от всех должностей с оставлением полного жалованья.
- 30 апреля 1804 — Московский военный губернатор и управляющий гражданской частью в губернии
- 1 мая 1804 — Назначен к присутствию в московском V департаменте Сената.
- 3 мая 1804 — Подтверждено сохранение за ним звания члена Государственного Советаю
- 29 января 1805 — Переведен в VI уголовный департамент Сената.
- 3 августа 1806 — По состоянию здоровья и собственному прошению уволен от должности московского военного губернатора с оставлением присутствия в Сенате. Пожалован бриллиантовыми знаками ордена св. Андрея Первозванного.
- 1806 — Главнокомандующий Второй областью государственной милиции (Эстляндская, Лифляндская, Курляндская и Псковская губернии). Награждён орденом св. Владимира I степени.
- 23 марта 1808 — Получил повеление присутствовать во II отделении VI департамента Сената.